# Зун-Торей
Зун-Торе́й (рос. Зун-Торей) — селище у складі Борзинського району Забайкальського краю, Росія. Входить до складу Борзинського міського поселення.

## Населення
Населення — 117 осіб (2010; 128 у 2002).
Національний склад (станом на 2002 рік):
- росіяни — 98 %